# Walter Benjamin
Walter Bendix Schönflies Benjamin (pronunciación en alemán: /ˈvaltɐ ˈbɛnjamiːn/ⓘ; Berlín, 15 de julio de 1892 - Portbou, España, 26 de septiembre de 1940) fue un filósofo, crítico literario, traductor y ensayista alemán de origen judío. Su pensamiento recoge elementos del Idealismo alemán o el Romanticismo, del materialismo histórico y del misticismo judío que le permiten hacer contribuciones perdurables e influyentes en la teoría estética y el marxismo occidental. Su pensamiento se asocia con la Escuela de Fráncfort.

## Datos biográficos y pensamiento
Walter Benjamin nació en el Berlín del Imperio Alemán (1871-1918), en el seno de una acomodada familia de origen asquenazí, dedicada a los negocios y totalmente integrada. Su padre, Emil Benjamin, era banquero en París, pero se había trasladado a Alemania, donde trabajó como anticuario en Berlín; más tarde, se casó con Pauline Schönflies. Walter Benjamin, en sus reflexiones, recuerda con ternura los cuentos que le contaba su madre, los cuales le sirvieron como base para una de sus teorías: «el poder de la narración y de la palabra sobre el cuerpo». Reflexionó sobre la relación que los cuentos establecían entre la tradición y la actualidad. En 1905, debido a su frágil salud, sus padres le enviaron a un internado en el medio rural, en Turingia. Dos años más tarde, en 1907, volvió a su escuela en Berlín.
En 1912, a la edad de veinte años, ingresó en la Universidad de Friburgo, pero al final del segundo semestre volvió a Berlín y se matriculó en la Universidad de Berlín para continuar sus estudios de Filosofía. Allí conoció el sionismo, que sus padres, habiéndole ofrecido una educación liberal, no le habían inculcado. Benjamin no profesaba la religiosidad ortodoxa; tampoco abrazó el sionismo político.[cita requerida]
También, durante sus años en la universidad fue miembro de la «Unión de Estudiantes libres», de la que fue elegido presidente. Para tal asociación redactó diversos escritos sobre la necesidad de una reforma educativa y cultural. Al no ser reelegido como presidente, volvió a la Universidad de Friburgo, donde asistió con especial interés a las clases de Heinrich Rickert. También viajó a Francia e Italia. En sus años universitarios tuvo el valor de impugnar el origen teórico del formalismo (Heinrich Wölfflin). Escribió sobre su preocupación por el lenguaje como pieza clave de la vida: «El hombre se comunica en el lenguaje, no por el lenguaje». Sufrió doble discriminación como intelectual judío y de izquierdas.[cita requerida]
En 1914, al estallido de la Primera Guerra Mundial, quiso alistarse, pero acabó tomando partido por la corriente pacifista de la izquierda europea radical, que rechazaba la participación y la colaboración con la que tildaban de «carnicería humana interimperialista». Benjamin había sido fuertemente impresionado por el suicidio de dos amigos combatientes. Comenzó la traducción de las obras de Charles Baudelaire al alemán. Un año más tarde, en 1915, se matriculó en la Universidad de Múnich, donde conoció a Rainer Maria Rilke y a Gershom Scholem, que se convirtió en su amigo. Aquel año escribió sobre el poeta romántico alemán Friedrich Hölderlin.[cita requerida]
En 1917, se matriculó en la Universidad de Bern, allí conoció a Ernst Bloch y a Dora Sophie Pollack (1890-1964), con la que se casó más tarde. Con Dora tuvo un hijo, Stefan Raphaël (1918-1972). Buscó un tema para su tesis, y lo encontró en la filosofía de Kant y Platón. Defendió su tesis Begriff der Kunstkritik in der Deutschen Romantik (El concepto de la crítica de arte en el Romanticismo alemán) en 1919. Tuvo el proyecto de fundar una revista, pero fracasó. En este periodo también escribió un texto en el que analizaba el concepto de «mito», e inició una relación con la directora de teatro Asja Lācis.
Quiso entrar como profesor en la universidad, pero lo rechazaron por ser judío. Escribió El origen del drama barroco alemán, donde trabajó el concepto de «alegoría»; con él, dejó en evidencia su concepción mesiánica de la vida.
En esta etapa abrazó el materialismo y apartó todo lo demás, y aquí afirmó su posición ante las tendencias del momento: jamás militó en el sionismo ni en el comunismo ni en el fascismo. Para él, la salvación de la humanidad está ligada a la salvación de la naturaleza. Quedó fascinado con las obras de Marcel Proust y Charles Baudelaire, observadores natos de la vida. En 1926 murió su padre y entonces partió a Moscú, donde escribió un diario y confirmó su teoría sobre las tendencias políticas, lo cual provocó que se aislara por completo. En el 29 rompió su relación con Asja y un año después murió su madre: se vio obligado a hipotecar su herencia para pagar las exigencias de su mujer. Fue una etapa difícil, pero su romanticismo le hizo pensar que era el inicio de una nueva vida.[cita requerida]

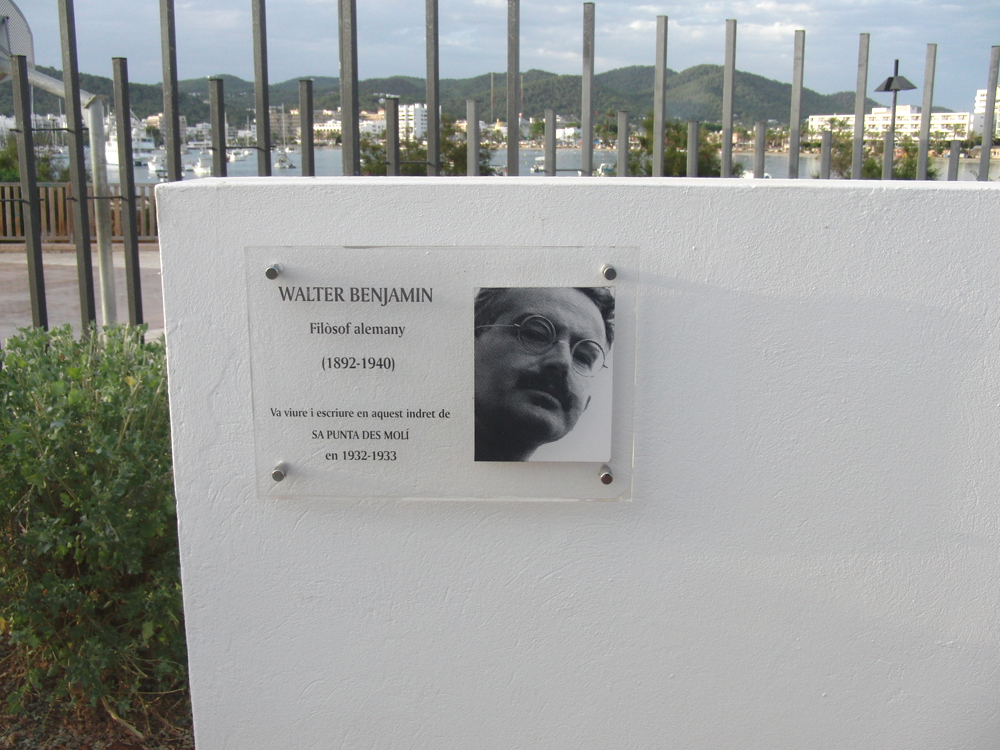
Placa memoria en donde vivía Walter Benjamin en Ibiza, en imagen del 2011.

Criticó sin piedad a Hitler, a la teoría fascista, a la hipocresía de la democracia burguesa y al capital financiero e industrial alemán que apoyó al nazismo como forma de contrarrevolución preventiva contra los socialistas. Intentó conciliar el marxismo con su herencia cultural judía y con las tendencias artísticas vanguardistas. En 1930 consiguió reunir su biblioteca y en 1931 experimentó con el hachís; inspirado en el texto Hachís de Charles Baudelaire, escribió sobre un club del siglo XIX en el que se reunía para consumirlo. Fue muy amigo de su colega filósofo Ernst Bloch, socialista marxista, de origen judío.[cita requerida]
En 1932, durante la crisis anterior a la asunción al poder de Hitler, Walter Benjamin fue a la isla española de Ibiza en la que estuvo en dos ocasiones, como explica Vicente Valero en su libro Experiencia y pobreza, que reconstruye el periodo ibicenco del escritor, enamorado de la isla, y la gran influencia que esta tuvo en su vida y en su obra. Luego se trasladó a Niza, donde llegó a pensar en el suicidio, al percibir lúcidamente la importancia sociopolítica y cultural del incendio del Reichstag (27 de febrero de 1933), que de hecho significó la asunción de todo el poder por los nazis en Alemania. Desatada la persecución de los judíos y de los marxistas, Benjamin se trasladó a París, tras una estancia en Svendborg, en casa de Bertolt Brecht y en San Remo, donde vivía su exesposa Dora. Escribió a Gershom Scholem sobre una fatiga infinita que le invadía.
Ya no volvió nunca más a Berlín, ya que el fascismo se lo impedía. Tuvo la necesidad de vincularse a algo para que lo mantuviera, así que buscó el apoyo de los filósofos marxistas-críticos Theodor Adorno y Horkheimer. Este último le acusó de no ser un buen materialista. Benjamin malvivía con lo que cobraba de esta escuela, por lo que decidió no salir de casa y se aisló social y físicamente. También se vinculó al círculo de Georges Bataille.[cita requerida]
Los paisajes parisinos son una nueva teorización de la historia moderna. Las condiciones de su existencia empeoraban cada vez más. Estaba muy enfermo y en su último texto expresó su esperanza más escatológica: «Ha desaparecido toda desesperación; el pensamiento religioso y político» se funden en uno solo. El 14 de junio de 1940, tras la ocupación de la ciudad por las tropas nazis, huyó de París.[cita requerida]

### Escuela de Fráncfort
Estrecho colaborador de la Escuela de Fráncfort —a la que sin embargo nunca estuvo directamente asociado—, adaptó su temprana vocación por el misticismo al materialismo histórico, al que se volcó en sus últimos años, aportando una visión única en la filosofía marxista. Como erudito literario, se caracterizó por sus traducciones de Marcel Proust y Charles Baudelaire. Su ensayo La labor del traductor es uno de los textos teóricos más célebres y respetados sobre la actividad literaria de la traducción.[cita requerida]
Benjamin mantuvo una extensa correspondencia con Theodor Adorno y con Bertolt Brecht y ocasionalmente recibió financiación de la Escuela de Fráncfort bajo la dirección de Theodor Adorno y Max Horkheimer. Las influencias competitivas del marxismo de Brecht, la teoría crítica de la Escuela de Fráncfort, el discurso marxista heterodoxo de Bloch, las vanguardias artísticas, la herencia hegeliana y dialéctica y el misticismo judío de su amigo Gershom Scholem fueron centrales en el trabajo de Benjamin, aunque nunca logró resolver sus diferencias completamente. Las Tesis sobre la filosofía de la historia (o Concepto de la historia), uno de los últimos textos de Benjamin, fue lo más cercano a tal síntesis, que junto con los ensayos La obra de arte en la época de su reproductibilidad técnica y Para una crítica de la violencia, son sus textos más leídos.[cita requerida]

### Crítica literaria
Entre sus obras más importantes como crítico literario están los ensayos sobre la novela de Goethe titulada Las afinidades electivas, sobre la obra de Franz Kafka y Karl Kraus, la teoría de la traducción, las historias de Nikolái Leskov, la obra de Marcel Proust y, quizás lo más importante, la poesía de Charles Baudelaire. También hizo importantes traducciones al alemán de la Tableaux Parisiens de Baudelaire (Les Fleurs du mal) y las partes iniciales de la novela À la recherche du temps perdu de Marcel Proust, con su amigo Franz Hessel.[cita requerida]
Su vuelta al marxismo en la década de 1930 se debió en parte a la influencia de Bertolt Brecht, cuya crítica marxista a la estética le permitió desarrollar el teatro épico y su "efecto de distanciamiento" o (Verfremdungseffekt) (efecto de extrañamiento o alienación). Su amigo Gershom Scholem, fundador del estudio académico de la cábala y el misticismo judío, tuvo gran influencia en Benjamin.[cita requerida]
Influido por el antropólogo suizo Johann Jakob Bachofen, Benjamin acuñó el término «percepción aura», que denota la facultad estética mediante la cual la civilización puede recuperar una apreciación del mito. El trabajo de Benjamin se cita críticamente a menudo en los estudios académicos y literarios, especialmente los ensayos La tarea del traductor (1923) y La obra de arte en la época de su reproductibilidad técnica (1936). Debatió con Adorno por no poder salir este de su rígida posición «áurea» del arte, quien no podía hacerlo incorporar al elemento industrial (cine o jazz, por ejemplo), y que desconfiaba de la cultura de masas. Benjamin anticipa todos estos fenómenos.

### Suicidio en Portbou

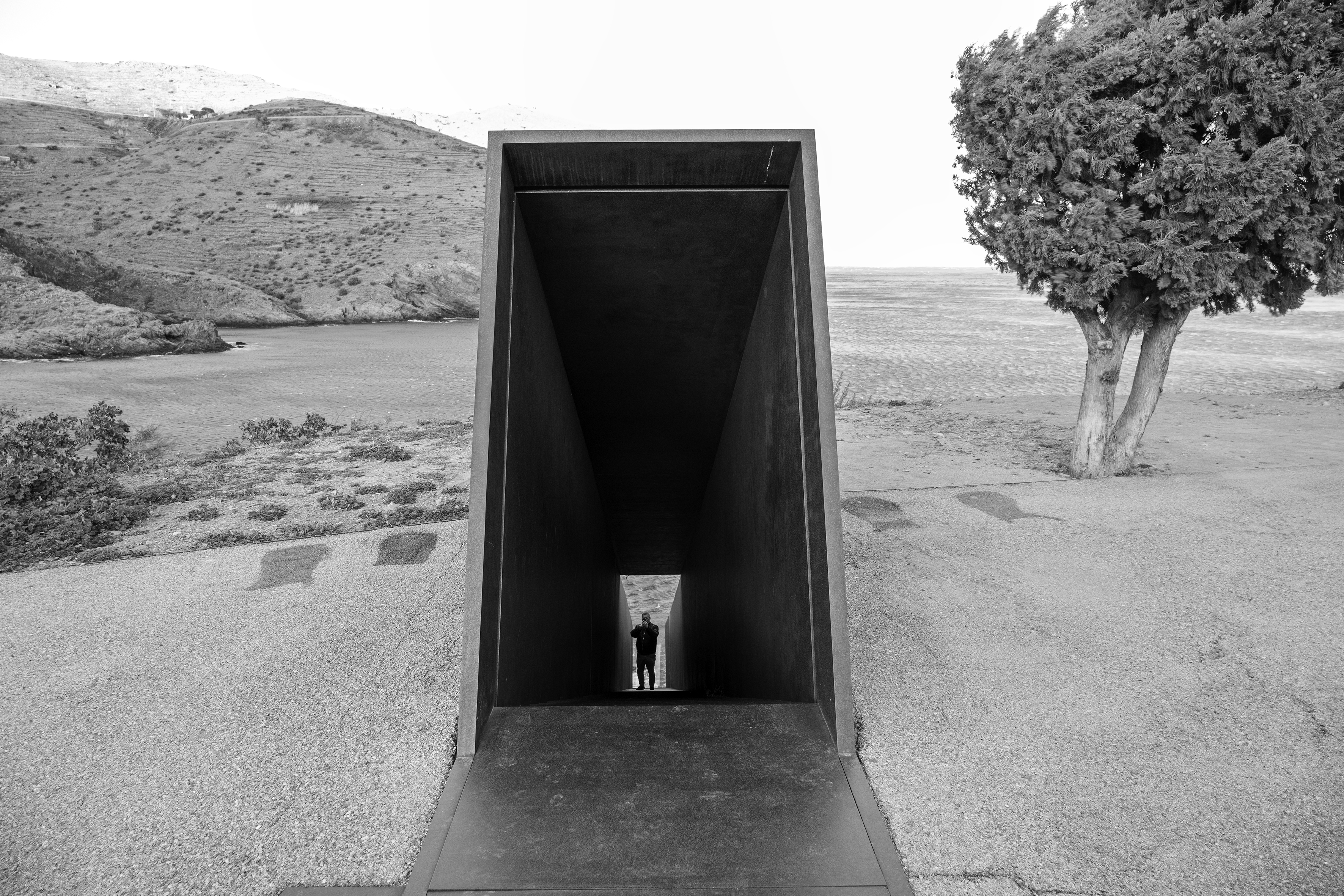
Monumento a los pasajes de Portbou

Walter Benjamin murió el 26 de septiembre de 1940 en Portbou, España, tras ingerir una dosis letal de morfina en un hotel del pequeño puerto fronterizo español. Tras haber salido de la localidad francesa de Port Vendres guiado por la activista antinazi Lisa Fittko (quien narró la experiencia en un capítulo dedicado a Benjamin de su Mi travesía de los Pirineos) y teniendo como acompañante a la fotógrafa Henny Gurland, futura esposa de Erich Fromm, y su hijo, Benjamin llegó a Portbou muy cansado, ya al atardecer del día 25. En el camino se les había unido un grupo de tres mujeres que intentaban también salir de Francia. En el puesto de policía de la estación fue interceptado por la policía española porque carecía de la visa requerida. Su amigo Theodor Adorno le había ayudado a obtener las visas de tránsito en España y de entrada en Estados Unidos, donde le esperaba, pero carecía del permiso francés de salida del país galo. Otros compañeros de viaje en sus mismas circunstancias, como la fotógrafa Henny Gurland y su hijo, Carina Birman y Sophie Lipmann, consiguieron finalmente pasar por España y llegar a Lisboa. Antes que tener que volver a Francia y caer en manos de la Gestapo, Benjamin decidió acabar con su vida en el Hotel Francia, al que el grupo fue acompañado por la policía. La restricción a las visas obtenidas en Marsella sin visado de salida, como la que Benjamin poseía, fue levantada por las autoridades españolas pocos días después.
Sus compañeros de viaje pagaron el alquiler del nicho 563 por cinco años, donde descansaron los restos del filósofo hasta que fueron trasladados al osario del cementerio.  En el certificado de defunción figura el nombre de Benjamín Walter, fallecido a causa de un aneurisma cerebral, lo que según Linhard posibilitó que un cementerio católico acogiese los restos del pensador germano, evitando complicaciones burocráticas. En el camposanto de Portbou hay un monumento en memoria del filósofo.
La trágica huida de Benjamin a través de los Pirineos ha inspirado distintos géneros de obras, de entre las cuales, en español, se puede mencionar la novela El pasajero Benjamin, de Ricardo Cano Gaviria, publicada en 1989. (de hecho, el primer libro unitario escrito en español sobre el filósofo), y reeditada varias veces con posteridad con el nombre de El pasajero Walter Benjamin. El autor de esta novela, que se ciñe en lo fundamental a los datos esclarecidos por varios investigadores desde que el abogado y político Juan-Ramón Capella visitara por primera vez el Hotel Francia, donde ocurrieron los hechos, no cuestiona lo que siempre se ha tenido por algo fuera de duda: que Walter Benjamin se suicidó. Esta postura se ha visto avalada por el descubrimiento, en los años noventa del siglo pasado, de un grupo de documentos (la minuta del hotel, el acta de defunción, las facturas del médico, el doctor Vila Moreno, del cura  —alquiler del nicho—,  del carpintero —construcción del féretro y su colocación en el cementerio—) que cierran casi por completo el círculo sobre un grupo de hechos que hoy pueden reconstruirse hora a hora, si no minuto a minuto. 
Por lo tanto las especulaciones que se han tejido, y siguen tejiéndose sobre un posible asesinato, contradicen por un mero prurito de novedad o por simple morbo periodístico lo que el sentido común dice hoy e inspiró antes a los diversos autores que se han ocupado del asunto, desde Hannah Arendt hasta los editores de las Obras completas. Es el caso del documental Quién mató a Walter Benjamin…, de David Mauas. En palabras del mismo director: "el film antepone un interrogante como si de aquel ‘cepillo a contrapelo de la historia’ se tratase, proponiendo una construcción benjaminiana sobre la misma muerte del pensador, articulando en su propia narrativa los problemas derivados del discurso histórico y su construcción”. Con tal presupuesto el film pone en duda la teoría del suicidio y recrea la situación en la frontera dando voz a los 'anónimos' de la historia, para apuntar directamente hacia los agentes nazis en la España fascista de Franco como los asesinos del filósofo, sin brindar ninguna prueba concluyente. No menos atrevido, un polémico artículo de Stuart Jeffries, titulado Did Stalin Killers liquidate Walter Benjamin? (The Observer, 8 de julio de 2003), afirma que Benjamin fue asesinado por agentes secretos de Stalin, que habrían sido los que le suministraron la morfina que le produjo la muerte. 
A la hora de la verdad, tales especulaciones resultan poco respetuosas con la vida, la obra y sobre todo la trágica muerte de un autor que ya en vida fue víctima del expolio cultural, y que merece el reposo por el que parece clamar él mismo en la nota que redactó antes de morir, dirigida a una de sus acompañantes en el Hotel Francia de Portbou, la señora Henny Gurland. En la misma no parece haber lugar para un presunto asesino, ya fuera de Franco o de Stalin, pues es bien sabido que Benjamin viajaba con una dosis de pastillas de morfina, que tenía preparadas para una eventualidad como la que se le cruzó justamente en el camino en el puesto fronterizo de Port Bou, aquella tarde fatídica del 25 de septiembre de 1940. Reproducida en casi todas las obras biográficas sobre Benjamin, la nota dice:

En una situación sin salida, no tengo otra elección que la de terminar. Es en un pequeño pueblo situado en los Pirineos, en el que nadie me conoce, donde mi vida va a acabarse. Le ruego que transmita mis pensamientos a mi amigo Adorno y que le explique la situación a la cual me he visto conducido. No dispongo de tiempo suficiente para escribir todas las cartas que habría deseado escribir.

## Obra de Walter Benjamin

### Obra publicada en español
- Véase Obra completa de Walter Benjamin en español

### Obra en papel publicada en español (incompleto)

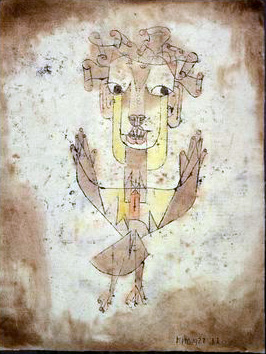
Cuadro de Paul Klee (1920), Angelus Novus. Benjamin se inspiraría en él para su tesis sobre "el ángel de la historia".

- Sobre el programa de la filosofía futura y otros ensayos (Monte Ávila Editores, 1970).
- Hachis (Ediciones Godot, 2021, ISBN 978987841308).
- La obra de arte en la época de su reproductibilidad técnica (Ediciones Godot, 2019, ISBN 9789874086662).
- El concepto de crítica de arte en el Romanticismo alemán (1917).
- Diario de Moscú 1926/1927 (Ediciones Godot, 2019, ISBN 9789874086655).
- Kapitalismus als Religion 1921 (Capitalismo como religión)
- Ursprung des deutschen Trauerspiels (El origen del drama barroco alemán, 1928)
- Einbahnstraße 1928 (Calle de sentido único o Dirección única, Alfaguara, 1987; Akal, 2015 ISBN 978-84-460-4090-3)
- Das Kunstwerk im Zeitalter seiner technischen Reproduzierbarkeit (La obra de arte en la época de su reproductibilidad técnica, 1936). Existe versión en castellano (La obra de arte en la época de su reproductibilidad técnica. Madrid: Casimiro libros. 2013. ISBN 978-84-938375-2-5.)
- Berliner Kindheit um neunzehnhundert (Sobre la infancia en Berlín en 1900, 1950, publicada póstumamente)
- Geschichtsphilosophische Thesen (Sobre el concepto de historia) ,Tesis de filosofía de la historia o Sobre el concepto de historia Archivado el 6 de marzo de 2016 en Wayback Machine., de Walter Benjamin (publicado originalmente por Editorial Contrahistorias de México, y publicado electrónicamente por el traductor, Bolívar Echeverría, bajo una licencia Creative Commons) Tesis de filosofía de la historia, de Walter Benjamin (11 páginas en PDF) Dosier sobre las tesis de la filosofía de la historia (en catalán) 1959, publicada póstumamente)
- La tarea del traductor (traducción de Carlos Marzán Trujillo, Marcos Hernández Jorge, incluido en Laguna: Revista de filosofía, 1994, ISBN 84-1132-8177) El autor como productor, de Walter Benjamin (publicado originalmente por Editorial Ítaca, de México, y publicado electrónicamente por el traductor, Bolívar Echeverría, bajo una licencia Creative Commons.)
- Das Passagen-Werk (Libro de los pasajes, 1927?, inacabado; Akal, 2005 ISBN 978-84-460-1901-5)
- Escritos franceses, Buenos Aires, Amorrortu, 2012 ISBN 978-950-518-398-2, 448 pp.
- Desembalo mi biblioteca. El arte de coleccionar (Prólogo y traducción por Fernando Ortega) Palma de Mallorca, José J. de Olañeta, Ed., 2015. ISBN 978-84-9716-784-0

#### Publicaciones en vida en alemán
- Véase Obra completa de Walter Benjamin en alemán

- Begriff der Kunstkritik in der deutschen Romantik, Berna, A. Francke, 1920, 111 pp.
- Charles Baudelaire, Tableaux Parisiens. Deutsche Übertragung mit einem Vorwort über die Aufgabe des Übersetzers, alemán y francés, Heidelberg, Richard Weißbach 1923, XVII+67 pp.
- Einbahnstraße, Berlín, Rowohlt, 1928, 83 pp.
- Ursprung des deutschen Trauerspiels, Berlín, Rowohlt, 1928, 258 pp.
- Deutsche Menschen. Eine Folge von Briefen. Selección de Detlef Holz [Pseudonym]. Lucerna, Vita Nova, 1936, 116 pp.; ed. de 500 ejemplares.

## Libros sobre Walter Benjamin

### En español
- Ricardo Cano Gaviria, El pasajero Benjamin, Navarra, Pamiela, 1989. El pasajero Walter Benjamin, Caracas, Monte Avila Latinoamericana, 1993, y Colombia, Ediciones Universidad de Caldas, con dossier: documentos (sobre su muerte), 2009.
- Ricardo Forster, 'W. Benjamin - Th. W. Adorno, el ensayo como filosofía', Buenos Aires, Nueva Visión, 1991.
- Concha Fernández Martorell, Walter Benjamin, Crónica de un pensador, Barcelona, Montesinos, 1992.
- Claudia Kerik (ed.), En torno a Walter Benjamin, México, Universidad Autónoma Metropolitana, 1993.
- Beatriz Sarlo, Siete ensayos sobre Walter Benjamin, Buenos Aires: Fondo de Cultura Económica, 2000
- Vicente Valero, Experiencia y pobreza, Walter Benjamin en Ibiza, 1932-1933, Barcelona, Península, 2001.
- Reyes Mate Rupérez, Medianoche en la historia. Comentarios a la tesis de Walter Benjamin «Sobre el concepto de Historia», Madrid, Editorial Trotta, 2006.
- Ricardo Forster, 'La travesía del abismo. Mal y modernidad en Walter Benjamin, Buenos Aires, FCE, 2014.
- Patricio Salinas A., Los últimos días de Walter Benjamin, Chile, Editorial Saposcat, 2018.
- Pilar Carrera, Las moradas de Walter Benjamin, Madrid, Biblioteca Nueva, 2018.
- Bruno Tackels. Walter Benjamin: Una vida en los textos. Valencia, España. Publicacions de la Universitat de València, 663 páginas. Traducción de Josep Aguado Codes, Inmaculada Miñana Arnao, 2012.[16]
- Bruno Tackels. Pequeña introducción a Walter Benjamin, Editorial de la Universidad Nacional de Colombia, 2010. ISBN:9789587195392[17]
- Carlos Taibo, Walter Benjamin. La vida que se cierra, Madrid, Catarata, 2015.
- Howard Eiland y Michael W. Jennings, Walter Benjamin: Una vida crítica. Madrid, Tres Puntos. Traducción de Elizabeth Collingwood-Selby, 2020.
- Gustavo Leyva (ed.): Walter Benjamin. Hacia la crítica de la violencia. México: Editorial Gedisa, UAM, 2023, 696 pp. ISBN: 9786078866274